# Hassan Dahir Aweys
El xeic Hassan Dahir Aweys (somali: Sheekh Xasan Daahir Aweys) és un líder islamista de Somàlia, cap successivament d'Al-Itihaad al-Islamiya, de la shura (consell de 90 membres) de la Unió de Corts Islàmiques i de l'Aliança pel Nou Alliberament de Somàlia. Va néixer el 1935. És considerat un radical. Acusat de wahhabisme, en realitat seria un sufí.

## Biografia
Durant el règim de Siad Barre fou coronel de l'exèrcit somali durant la guerra d'Ogaden (Segona guerra etíop-somali), en la qual es va destacar per la seva valentia.
Després del 1991 va dirigir l'organització islamista al-Itihaad al-Islamiya (AIAI), que va fer accions considerades terroristes a hotels i mercats a Addis Abeba, Dire Dawa, Jijiga, i Harar. Els Estats Units acusaren a l'organització de ser un instrument d'Al-Qaeda i els seus membres simpatitzants d'Osama bin Laden. El 1998 l'organització fou acusada de participar en els atemptats contra les ambaixades americanes a Nairobi i Dar es Salaam La base de l'AIAI al Puntland fou destruïda per Abdullahi Yusuf Ahmed i l'organització es va dispersar
El 7 de novembre del 2001, Aweys fou esmentat com a suport del terrorisme en l'orde executiva 13224 del President dels Estats Units George W. Bush. i declarat terrorista al territori dels Estats Units pel departament d'Estat. Quan Abdullahi Yusuf Ahmed fou elegit president del Govern Federal de Transició Somàlia el 2004, Aweys va declarar que li donaria suport, tot i la persecució a que havia sotmès a la seva gent, sempre que el país fos governat d'acord amb els principis de l'islam.
A partir del 2002 Aweys va tenir un paper clau en el sistema de corts islàmiques, establint la xara amb el suport dels empresaris locals que volien tranquil·litat per fer els seus negocis. Les Corts Islàmiques van portar estabilitat als territoris sota el seu control. Inicialment dominaven una àrea al nord de Mogadiscio, però progressivament van estendre el seu poder cap al sud de la ciutat en direcció a Jubaland. El 2004 les corts es van unir i van formar la Unió de Corts Islàmiques (UCI) amb una formidable milícia que va rebre suport militar d'Eritrea
El 2006 es van enfrontar a l'Aliança per la Restauració de la Pau i Contra el Terrorisme, una coalició de senyors de la guerra del Banaadir, que tenia el suport americà, a la que van derrotar. Aweys va entrar a Mogadiscio el 5 de juny de 2006 i va exercir la direcció del consell o shura de 90 membres que era el poder real de l'UCI, mentre Sharif Sheikh Ahmed, més moderat, era el cap executiu.
El 21 de juliol de 2006 Aweys va cridar a la guerra santa contra les tropes d'Etiòpia a la regió de Baidoa.
El 17 de novembre del 2006 Aweys va fer unes declaracions a Radio Shabele reclamant la Gran Somàlia
El 19 de desembre era a Egipte, es creu que per rebre tractament mèdic (però ell va al·legar que hi era de camí en el pelegrinatge a la Meca). L'endemà va començar la batalla final contra els etíops. Les forces etíops van guanyar la batalla de Baidoa (20 a 22 de desembre) i es van presentar a Mogadiscio el dia 27 de desembre. Les corts la van evacuar el dia 28 i els etíops hi van entrar el dia 29. El dia 20 de desembre era a Mogadiscio però el 21 de desembre va desaparèixer. El dia 27 a la nit probablement va sortir amb la gent d'Al-Shabaab per anar cap a la base de Ras Kamboni a la frontera amb Kenya. El 28 de desembre va anunciar la seva dimissió. El 31 de desembre del 2006 va fer una crida a la lluita de guerrilles. Mentre les forces etíops avançaven des de Mogadiscio cap al sud, i van arribar a Barawa.
No se sap on era el gener del 2007, mentre els seus evacuaven Kismaayo, i perdien la batalla de Ras Kamboni, però els rumors deien que estava malalt
El setembre del 2007 va reaparèixer a Eritrea per formar en nom de les Corts Islàmiques un nou moviment: l'Aliança pel Nou Alliberament de Somàlia. El maig aquesta organització va patir una escissió moderada del xeic Sharif Sheikh Ahmed, que va signar un acord de pau a Djibouti amb el Govern Federal de Transició, acord que Aweys no va acceptar.